# Радио и телевидение Брунея
Радио и телевидение Брунея (малайск. Radio Televisyen Brunei), сокращённо RTB — брунейская государственная телерадиокомпания. Основана как Радио Бруней 2 мая 1957 года, телевещание начала 1 марта 1975 года. Обладает монополией на бесплатное телевещание в стране, до 1999 года обладала монополией на радиовещание до запуска коммерческой радиостанции Kristal FM. Логотип компании создан на основе Эмблемы Брунея.

## История
2 мая 1957 года султан Омар Али Сайфуддин III открыл радиовещание в стране, выступив с обращением в день Ураза-байрам к народу. Вещание велось из телестудии, которая ежедневно работала с 20:00 до 20:45. Передатчик мощностью 1,2 кВт мог передавать информацию на расстоянии 8 км от центра столицы, попадая и в её окрестности. В 1957 году появились первые радиопередачи. К 1974 году штат радио насчитывал 171 человек, в стране было всего три передатчика, однако зона покрытия была близка к 100%.
1 февраля 1975 года был запущен 5-й канал (ныне RTB Perdana, также известный как RTV1), который провёл первые тестовые трансляции. 1 марта 1975 года в округе Бруней-Муара началось регулярное телевещание, официальное открытие провёл 9 июля султан Хассанал Болкиах. В студии работали три человека, четыре настраивали передатчик. Изначально в качестве телевизионной станции использовалась студия радиостанции, но к 1980 году был построен новый комплекс. С 1 марта 1976 года в округе Бруней-Муара работу начал второй телепередатчик, известный как 8-й канал или RTB2. Тогда же состоялась первая телевизионная прямая трансляция парада по случаю дня рождения Его Величества. Бюджет телевидения составлял 35 миллионов брунейских долларов.
Стереорадиовещание началось 1 марта 1977 года и осуществлялось на малайском языке при помощи двух мощных средневолновых передатчиков. В настоящее время численность сотрудников RTB составляет 1000 человек, зона покрытия теле- и радиовещания составляет 100%. С 11 апреля 2017 года телеканалы RTB1 и RTB5 объединены в RTB Perdana, RTB2 и RTB3 HD — в RTB Aneka, RTB4 переименован в RTB Sukmaindera. Эти изменения проведены с целью полного перехода с аналогового на цифровое телевещание.

## Структура
RTB состоит из трёх телевизионных каналов. Основным каналом является RTB Perdana, работающий 18 часов в сутки: его сетка вещания состоит из новостей и различных информационных программ, а также телесериалов местного и индонезийского производства, выходящих в формате 1080p HDTV. Второй телеканал, RTB Aneka, работает 14 часов в сутки и выпускает развлекательные программы в том же формате 1080p HDTV. Третьим является круглосуточный спутниковый телеканал RTB Sukmaindera, транслирующий все программы на территории страны и за рубежом в формате 1080p HDTV. Также в распоряжении RTB есть пять радиостанций. 2 мая 2007 года по случаю 50-летнего юбилея RTB все станции получили действующие имена. Это:
- Nasional FM (92,3 FM / 93,8 FM / 594 AM) — информационная радиостанция, в эфире которой выходят выпуски новостей, программы на политическую, культурную и религиозную тематику. Начала работу 2 мая 1957 года. Вещает на малайском языке.
- Pilihan FM (95,9 FM / 96,9 FM) — радиостанция, вещающая на английском и китайском языках, в эфире которой выходят новости, а также звучит современная музыка. Ежедневно в записи выходят программы для кантонского языкового меньшинства. В эфире с 1963 года, начала работу в День Малайзии.
- Pelangi FM (91,4 FM / 91,0 FM) — радиостанция для подростков и молодёжи, в эфире выходят образовательные и религиозные программы, а также звучит музыка. В эфире с 1965 года, среди населения считается одной из наиболее популярных радиостанций.
- Harmoni FM (94,1 FM) — семейная радиостанция, в эфире которой выходят религиозные программы, музыка и ведутся спортивные трансляции в прямом эфире. В эфире с 15 июля 1970 года.
- Nur Islam Network (93,3 FM / 94,9 FM) — исламская радиостанция, выпускающая в эфир исключительно программы на тематику ислама. В эфире с 1984 года.